# Overbetuwe
Overbetuwe és un municipi de la província de Gelderland, al centre-est dels Països Baixos. L'1 de gener del 2009 tenia 45.234 habitants repartits sobre una superfície de 115,18 km² (dels quals 5,71 km² corresponen a aigua). Limita al nord amb Wageningen, Renkum i Arnhem, a l'oest amb Neder-Betuwe, a l'est amb Lingewaard i al sud amb Nimega i Beuningen.

## Centres de població
| Nucli             | Habitants |
| ----------------- | --------- |
| Andelst           | 1705      |
| Driel             | 3250      |
| Elst              | 19743     |
| Hemmen            | 191       |
| Herveld           | 2879      |
| Heteren           | 5141      |
| Homoet            | 89        |
| Loenen            | 47        |
| Oosterhout (part) | 2356      |
| Randwijk          | 1483      |
| Slijk-Ewijk       | 441       |
| Valburg           | 1685      |
| Zetten            | 5200      |

## Composició del consistori municipal
| Partij                                         | Aantal zetels |
| ---------------------------------------------- | ------------- |
| CDA                                            | 6             |
| PvdA                                           | 5             |
| Gemeentebelangen Overbetuwe                    | 5             |
| VVD                                            | 3             |
| D66                                            | 3             |
| GroenLinks                                     | 2             |
| ChristenUnie                                   | 1             |
| Fracció De Swart (escissió de CDA el 2007)     | 1             |
| Fractie Korthouwer (escissió del PvdA el 2009) | 1             |